# Młoda Pocahontas
Młoda Pocahontas (ang. Young Pocahontas) – amerykański film animowany z 1994 roku. W Polsce został wydany na kasetach VHS w 1996 roku przez studio Cass Film.

## Fabuła
Animowana opowieść sięgająca początku XVII wieku, okresu w którym poszukiwacze złota osiedlali się u wybrzeży Ameryki Północnej. Główna bohaterka Pocahontas, córka indiańskiego wodza posiada zdolność porozumiewania się ze zwierzętami. Przy ich pomocy ratuje kapitana Smitha, w winiku czego rodzi się między nimi uczucie.

## Obsada (głosy)
- Mona Marshall – Pocahontas
- Jeff Bennett – kapitan John Smith
- Jim Cummings – Czarownik
- June Foray – Honey
- Kevin Michael Richardson – wódz Indian

## Wersja polska
Wersja polska: STUDIO En-Be-Ef

Reżyseria: Stanisław Pieniak

Realizacja: Krzysztof Nawrot

Dialogi: 
- Małgorzata Fok,
- Elżbieta Hudon

Teksty piosenek: Marek Głogowski

Udział wzięli:
- Dorota Lanton – Pocahontas
- Ryszard Olesiński – 
  - kapitan Smith,
  - jeden z Indian
- Włodzimierz Press – 
  - Czarownik,
  - jeden z Indian
- Janusz Bukowski – 
  - Honey,
  - wódz Indian,
  - jeden z Indian
- Dominika Ostałowska –
  - Chite,
  - jedna z Indianek
- Włodzimierz Nowakowski – Obi
- Andrzej Arciszewski –
  - Squint,
  - jeden z Indian

Piosenki śpiewali: Dorota Lanton i Włodzimierz Press

Lektor: Dorota Lanton